# 1680年代
1680年代（せんろっぴゃくはちじゅうねんだい）は、西暦（グレゴリオ暦）1680年から1689年までの10年間を指す十年紀。

## できごと

### 1680年
- 徳川綱吉、江戸幕府5代征夷大将軍となる。
- この頃、パッヘルベルのカノン作曲される。

### 1681年
- 日本：元号を天和に改元。
- 中国：三藩の乱終結（1673年-）。
- インド洋のモーリシャスに生息していた飛べない鳥ドードーが絶滅。

### 1682年
- 井原西鶴の『好色一代男』発刊。
- ロシア皇帝フョードル3世が死去、ピョートル1世とイヴァン5世が共同皇帝となる（-1689年）。
- ハレー彗星接近。

### 1683年
- 江戸で火災（天和の大火）。
- 八百屋お七が放火未遂事件（天和の大火）を起こし、処刑。
- 台湾の鄭氏政権、清朝に降伏、滅亡。
- オスマン帝国、第二次ウィーン包囲。

### 1684年
- 日本：元号を貞享に改元。
- 江戸幕府、天文方を設立（東京大学・東京外国語大学の原点）。
- ジョヴァンニ・カッシーニ、土星の衛星ディオネとテティスを発見。

### 1685年
- フランス： ナントの勅令廃止（フォンテーヌブローの勅令による）。

### 1686年
- 服忌令を改訂（-1693年）。
- アウクスブルク同盟結成（-1696年）。

### 1687年
- 日本：生類憐れみの令（この後、1708年まで繰り返し出される）。田畑永代売買禁令が再び出される。
- アイザック・ニュートン、『自然哲学の数学的諸原理』を刊行。重力概念を提唱。

### 1688年
- 日本：元号を元禄に改元。
- イギリス：名誉革命、大同盟戦争（-1697年）。ジェームズ2世が退位し、イングランドとオランダが同君連合。

### 1689年
- 清とロシアの国境がネルチンスク条約で定まる。
- ピョートル1世が、摂政を追放、共同皇帝イヴァン5世を廃位し、ロシア皇帝として単独即位。
- イギリス：権利の章典制定。
- ウィリアム王戦争（-1697年）